# Louis Couturat
Louis Couturat   (9è districte de París, 17 de gener de 1868 - Ris-Orangis, 3 d'agost de 1914) va ser un filòsof, lògic, lingüista i matemàtic francès.
Va estudiar filosofia i matemàtica a l'Escola Normal Superior i va ser després professor a la Universitat de Tolosa i en el Col·legi de França. A l'Estat francès va ser un dels precursores de la lògica simbòlica, que havia començat a difondre's poc abans de la Primera Guerra Mundial gràcies a la labor de Charles Peirce, Giuseppe Peano i especialment de Principia Mathematica, d'Alfred North Whitehead i Bertrand Russell, aquest últim amic personal de Couturat. Va concebre la lògica simbòlica com un instrument per al perfeccionament de les matemàtiques i de la filosofia, integrant així el corrent anomenat logicisme. En aquest aspecte, es va oposar a Henri Poincaré, qui va anticipar al seu torn l'intuïcionisme de Brouwer. Couturat va contribuir al desenvolupament del llenguatge artificial ido, una variant de l'esperanto.
Irònicament, ell, que era un pacifista, va morir en un accident de trànsit, quan el furgó que repartia les ordres de mobilització per la Primera Guerra Mundial, es va estavellar contra el seu vehicle quan anava per la carretera de Fontainebleau cap a la seva residència d'estiu a Bois-le-Roi.